# فالکون (خانواده موشک)

از سمت چپ به راست، فالکون ۱, فالکون۹ وی۱٫۰, سه نگارش از فالکون وی۱٫۱, و دو نگارش از فالکون سنگین.

فالکون مجموعه ای از پرتابگرهای توسعه داده شده و عملیاتی شده توسط شرکت فناوری‌های اکتشاف فضایی (اسپیس‌اکس) است. این خانواده موشکی اولین پرتابگرهای مداری هستند که کاملاً در قرن ۲۱ طراحی شده‌اند.

## پرتابگر کنونی

### فالکون ۹
در ۲۸ سپتامبر ۲۰۰۵، اسپیس‌اکس توسعه راکت چند مرحله ای فالکون ۹ را که از ۹ موتور موشک مرلین در مرحله اول استفاده می‌کند، را اعلام کرد.